# وينستون جايلز
وينستون جايلز (بالإنجليزية: Winston Giles)‏ هو مغني أسترالي، ولد في 26 يناير 1974.